# Morimus plagiatus
Morimus plagiatus là một loài bọ cánh cứng trong họ Cerambycidae.